# مازن (شخصية كرتونية)
مازن، هو حقا أمير الملعب بكل ما تعنيه الكلمة، يعتبر من أقوى خصوم كابتن ماجد في حياته كلها، على الرغم من عجزه وإصابته بمرض القلب، حتى بسام نفسه لم يرق حتى لنصف روعة وتكتيك وأخلاق مازن النبيلة. يستطيع مازن فهم جميع الحركات التي يقوم بها خصمه كما أنه قائد حقيقي في داخل الملعب وخارجه إذ إنه دائما ما كان يعطي التعليمات لأعضاء فريقه. عندما نتكلم عن مازن، فإننا نتكلم عن الأمل، عن الإرادة الحقيقية والتصميم على بلوغ الهدف، لدى مازن أمل في غد مشرق، وقد خاطر، بالرغم من تحذيرات الطبيب بعدم اللعب لأكثر من 15 دقيقة فقط في اليوم الواحد، باللعب في مباراته مع فريق المجد في الموسم الأول من السلسلة الأولى مباراة كاملة لأول ولآخر مرة في حياته (هذا ما كان يعتقد).
والجدير بالذكر، أن صباح (Yayoi Aoba) هي من أكثر الأشخاص الذين ساعدوا مازن في محنته. في نهاية السلسلة الأولى، يصبح مازن مدربًا للمنتخب العربي لفئة الناشئين، ويلعب في مباراة المنتخب ضد الأرجنتين ويحرز هدف الفوز الذي عجز عن إحرازه الجميع. يتعافى مازن ويشفى من مرضه تماما، في السلسلة الثانية، كما أنه ينقذ المنتخب العربي في مباراته ضد المكسيك، باستخدام إستراتيجيته الشهيرة، إستراتيجية التسلل. يطمح مازن في أن يكون طبيبًا إلى جانب كونه لاعبًا؛ لكي يساعد المرضي الذين يودون لعب أي نوع من الرياضة.
في السلسلة الثالثة، يحترف مازن في الوطن العربي (اليابان)، ضمن الدوري العربي للمحترفين (Japanese J. League)، في فريق نادي (إف سي طوكيو Fc Tokyo). يتبارى مازن ضد مجد (فريق كونسادول سابورو Consadole Sapporo) وتنتهي المباراة بالتعادل بنتيجة (1 – 1).
إن مازن، شخصية فذة، قل ما نجد مثلها، فهو من أكثر الشخصيات شعبية في العالم. إن من الجدير بالذكر، بأن تاكاهاشي يوتشي (Takahashi Yōichi)، مؤلف السلسلة، قد غير من قراره الذي بينه في نهاية السلسلة الثانية، بأن مازن سيحترف في فريق نادي بيلمار هيراتسوكا (Bellmare Hiratsuka)، فقد جعله في السلسلة الثالثة يحترف في فريق نادي ( إف سي طوكيو Fc Tokyo)، كما سبق ذكره. وإن لهذه الحادثة، أثرًا على الصعيد الواقعي الرسمي، فقد قام نادي إ(ف سي طوكيو Fc Tokyo)، بعمل حدث خاص، تكريما لمازن، أمير الملاعب، عرض كفيلم في شاشة عرض كبيرة في الملعب.